# Rui Águas (labdarúgó)
José Rui Lopes Águas (Lisszabon, 1960. április 28. –) portugál labdarúgóedző, csatár, a Zöld-foki Köztársaság labdarúgó-válogatottjának szövetségi kapitánya.

## Magánélete
Apja, José szintén gólkirály lett a Bajnokcsapatok Európa-kupájában és a portugál élvonalban, valamint szerepelt a Benfica és a portugál válogatottban. Nővére, Helena Maria, popénekes.